# Aloe rauhii
Aloe rauhii ist eine Pflanzenart der Gattung der Aloen in der Unterfamilie der Affodillgewächse (Asphodeloideae). Das Artepitheton rauhii ehrt den deutschen Botaniker Werner Rauh.

## Beschreibung

### Vegetative Merkmale
Aloe rauhii wächst stammlos oder sehr kurz stammbildend, verzweigt und bildet dann dichte Gruppen. Die bis zu 20 lanzettlich-deltoiden Laubblätter bilden dichte Rosetten. Die graugrüne, gelegentlich bräunlich überhauchte Blattspreite ist 7 bis 10 Zentimeter lang und 1,5 bis 2 Zentimeter breit. Auf ihr befinden sich zahlreiche zerstreute, H-förmige Flecken. Die Blattspitze ist spitz. Die weißen Zähne am knorpeligen, weißen Blattrand sind etwa 0,5 Millimeter lang und stehen 1 bis 2 Millimeter voneinander entfernt.

### Blütenstände und Blüten
Der einfache oder selten einmal verzweigte Blütenstand erreicht eine Länge von 30 Zentimeter. Die lockeren, zylindrischen und leicht spitz zulaufenden Trauben sind etwa 7 Zentimeter lang und 4 Zentimeter breit. Sie bestehen aus zwölf bis 18 Blüten. Die eiförmig-spitzen, verschmälerten, weißen Brakteen weisen eine Länge von 4 bis 5 Millimeter auf und sind 2 Millimeter breit. Die rosa-scharlachroten Blüten sind an ihrer Mündung heller. Sie stehen an 10 Millimeter langen Blütenstielen. Die Blüten sind 25 Millimeter lang und an ihrer Basis kurz verschmälert. Auf Höhe des Fruchtknotens weisen die Blüten einen Durchmesser von 5 Millimeter auf. Darüber sind sie leicht verengt und anschließend zur Mündung hin erweitert. Ihre Perigonblätter sind nicht miteinander verwachsen. Die Staubblätter und der Griffel ragen bis zu 1 Millimeter aus der Blüte heraus.

### Genetik
Die Chromosomenzahl beträgt 2n = 14.

## Systematik, Verbreitung und Gefährdung
Aloe rauhii ist auf Madagaskar auf Sandsteinfelsen in dichtem Busch in Höhen von etwa 600 Metern verbreitet. Die Art ist nur aus der Nähe des Typusstandortes bekannt.
Die Erstbeschreibung durch Gilbert Westacott Reynolds wurde 1963 veröffentlicht. Ein nomenklatorisches Synonym ist Guillauminia rauhii (Reynolds) P.V.Heath (1994).
Aloe rauhii wird in Anhang I des Washingtoner Artenschutz-Übereinkommen geführt.

## Nachweise